# خالد أمين محمد
خالد أمين محمد هو طبيبٌ بيطري وأستاذٌ مساعدٌ في كلية الطب والعلوم الطبية بجامعة الملك عبد العزيز، وباحثٌ في قسم الطب الإسلامي بمركز الملك فهد للبحوث الطبية. نشر عددًا من الأبحاث والمؤلفات في المجالات الطبية المتخصصة.

## حياته
حصل خالد أمين محمد حسن على درجة البكالوريوس والماجستير في العلوم البيطرية من جامعة الخرطوم، ودرجة الدكتوراة في علم الفيروسات عام 1977 م في كندا. عمل محاضرًا في كلية العلوم البيطرية بجامعة الخرطوم في الفترة ما بين 1978 حتى 1982 م. التحق طالبًا بكلية الدراسات الإسلامية في جامعة أم درمان الإسلامية في نفس الفترة. كان قد قضى الفترة ما بين 1981 حتى 1982 م في برنامجٍ للبحوث والتدريب في مجال الفيروسات يتبع معاهد الصحة الوطنية الأمريكية.
يعمل حاليًا أستاذًا مساعدًا في كلية الطب والعلوم الطبية بجامعة الملك عبد العزيز منذ عام 1982 م، وباحثًا في مركز الملك فهد للبحوث الطبية.

## مؤلفاته
نشر عددًا من الأبحاث والمؤلفات في المجالات الطبية المتخصصة، منها:
- كتاب «الأسرار الطبية والأحكام الفقهية في تحريم الخنزير» بالتعاون مع محمد علي البار وسفيان العسولي. صادر عن الدار السعودية عام 1986 م.
- بحث «نظرات في الفوائد الصحية لبعض التعاليم الإسلامية في الزواج»، قُدم خلال المؤتمر الطبي الإسلامي الدولي عام 1987 م.[2]

كما نشر عددَا من الأبحاث في مجال الأحياء الدقيقة وفي مجال الطب الإسلامي.